# (200204) 1999 TX4
(200204) 1999 TX4 es un asteroide perteneciente al cinturón de asteroides, descubierto el 2 de octubre de 1999 por el equipo del Observatorio Kleť desde el Observatorio Kleť, České Budějovice, República Checa.

## Designación y nombre
Designado provisionalmente como 1999 TX4.

## Características orbitales
1999 TX4 está situado a una distancia media del Sol de 2,611 ua, pudiendo alejarse hasta 3,236 ua y acercarse hasta 1,985 ua. Su excentricidad es 0,239 y la inclinación orbital 6,139 grados. Emplea 1541,08 días en completar una órbita alrededor del Sol.

## Características físicas
La magnitud absoluta de 1999 TX4 es 16,2.